# Do or Die (gruppo musicale)
I Do or Die sono un gruppo hip hop statunitense, originario di Chicago, Illinois. Il gruppo ebbe il suo momento di maggiore successo con il singolo "Po Pimp", che contiene una collaborazione con Twista, altro rapper di Chicago, estratto dall'album Picture This. Il singolo raggiunse il 22º posto nella Billboard Hot 100. I membri del gruppo sono Belo Zero, N.A.R.D. e AK-47.
Nell'ottobre del 2007 Belo Zero è stato condannato a scontare dieci anni di prigione per l'omicidio di secondo grado del diciannovenne Raynard Pinkston.
Il settimo album del gruppo, Trunk Music, la cui uscita era originariamente annunciata per il 2 settembre 2008, fu in seguito posticipato al 3 novembre dello stesso anno. A novembre 2008 l'album non è ancora stato pubblicato.

## Discografia

### Album in studio
| 1996 | Picture This       | 27  | 3  |
| 1998 | Headz or Tailz     | 13  | 3  |
| 2000 | Victory            | 13  | 4  |
| 2002 | Back 2 the Game    | 64  | 25 |
| 2003 | Pimpin' Ain't Dead | 115 | 17 |
| 2005 | D.O.D.             | 40  | 14 |
| 2006 | Get That Paper     | 159 | 29 |

### Raccolte
- 2003: Greatest Hits

### Singoli
| Anno | Canzone               | Posizione in classifica | Posizione in classifica | Posizione in classifica | Posizione in classifica | Album              |
| Anno | Canzone               | U.S. Hot 100            | U.S. R&B                | U.S. Rap                | Rhythmic Top 40         | Album              |
| ---- | --------------------- | ----------------------- | ----------------------- | ----------------------- | ----------------------- | ------------------ |
| 1996 | Po Pimp               | 22                      | 15                      | 1                       | 39                      | Picture This       |
| 1996 | Playa Like Me and You | –                       | –                       | –                       | –                       | Picture This       |
| 1998 | Still Po Pimpin       | 62                      | 44                      | 16                      | -                       | Headz or Tailz     |
| 2000 | Can U Make It Hot     | -                       | -                       | -                       | -                       | Victory            |
| 2002 | Sex Appeal            | -                       | -                       | -                       | -                       | Back 2 the Game    |
| 2004 | Do U?                 | -                       | -                       | -                       | 31                      | Pimpin' Ain't Dead |
| 2004 | Higher                | -                       | -                       | -                       | -                       | D.O.D.             |
| 2005 | Magic Chicks          | -                       | -                       | -                       | -                       | D.O.D.             |
| 2008 | Bend the Block        | -                       | -                       | -                       | -                       | Trunk Music        |